# Roger-Alexandre-Louis Leyer
Roger-Alexandre-Louis Leyer, francoski general, * 1888, † 1981.